# Christian Reinhold Köstlin

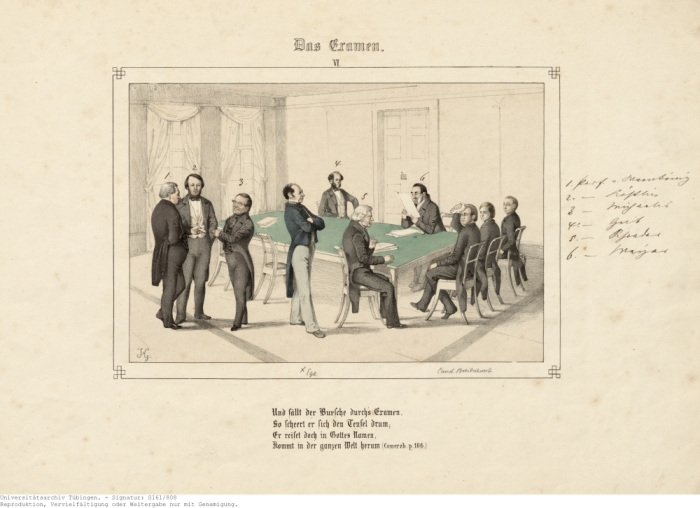
Juristisches Staatsexamen in Tübingen um 1851/52, Köstlin als Zweiter von links

Christian Reinhold Köstlin (* 29. Januar 1813 in Tübingen; † 14. September 1856 ebenda) war ein deutscher Rechtswissenschaftler für Strafrecht. Darüber hinaus galt er als ein vielseitiger und bekannter Dichterjurist.

## Leben und Wirken
Christian Reinhold Köstlin, Sohn des Theologieprofessors und Oberkonsistorialrats Nathanael Friedrich von Köstlin und der Heinrike Schnurrer (1788–1819), zeigte schon als Gymnasiast in Stuttgart reges Interesse an der Kunst, studierte aber auf Wunsch seines Vaters ab 1829 Rechtswissenschaften an der Universität Tübingen (Freundschaft mit den Literaten Berthold Auerbach, Hermann Kurz und Ludwig Seeger, Teilnahme an Ludwig Uhlands Stilistikum) sowie an den Universitäten Heidelberg (1831, Studium bei Carl Joseph Anton Mittermaier, Freundschaft mit dem Dichter Nikolaus Lenau), Berlin (1832) und Wien (1834). Parallel dazu betätigte sich Köstlin künstlerisch: Er musizierte, komponierte und dichtete Lieder, Dramen und Novellen. Während seines Studiums wurde er 1829 Mitglied der Tübinger Commentburschenschaft. Im Herbst 1834 bestand Köstlin das Erste Staatsexamen in Tübingen mit Auszeichnung. Es folgten Referendarsjahre am Gerichtshof in Esslingen und am Kriminalgericht in Stuttgart. Im Jahre 1836 absolvierte er die Zweite Staatsprüfung und ließ sich anschließend als Rechtsanwalt in Stuttgart nieder. Hier nahm er, selbst mit Kompositionen und dramatischen Versuchen beschäftigt, am Hof- und Theaterleben regen Anteil. Sein Drama „Die Söhne des Dogen“ wurde am 28. März 1838 am Hoftheater aufgeführt.
Auf Empfehlung seines Lehrers, Karl Georg von Wächter, der im Jahre 1839 zum Präsidenten der Abgeordnetenkammer gewählt worden war und seinen Lehrstuhl an der Universität Tübingen nicht mehr wahrnehmen konnte, wurde Köstlin nach seiner Habilitation im Herbst desselben Jahres als Privatdozent zu dessen Stellvertreter ernannt. Noch zum Wintersemester 1839/40 begann er mit Vorlesungen auf dem Gebiet des Strafrechts. Zwei Jahre später wurde er als außerordentlicher Professor übernommen und 1851 Ordinarius. Doch schon 1853 machte ihm ein schlimmes Halsleiden (Kehlkopftuberkulose) diese Lehrtätigkeit unmöglich: er verstummte und starb schließlich an den Folgen dieser Krankheit am 14. September 1856. Sein Grab ist auf dem Tübinger Stadtfriedhof erhalten. 1904 benannte die Universitätsstadt eine Straße nach Reinhold Köstlin.
Köstlin war während seiner gesamten Tübinger Zeit schriftstellerisch tätig. In seinem juristischen Hauptwerk, „Neue Revision der Grundbegriffe des Criminalrechts“, unternahm er den Versuch, das Strafrecht auf der Grundlage der Rechtsphilosophie Hegels neu zu formulieren, was nicht ohne Widerspruch bleiben konnte.

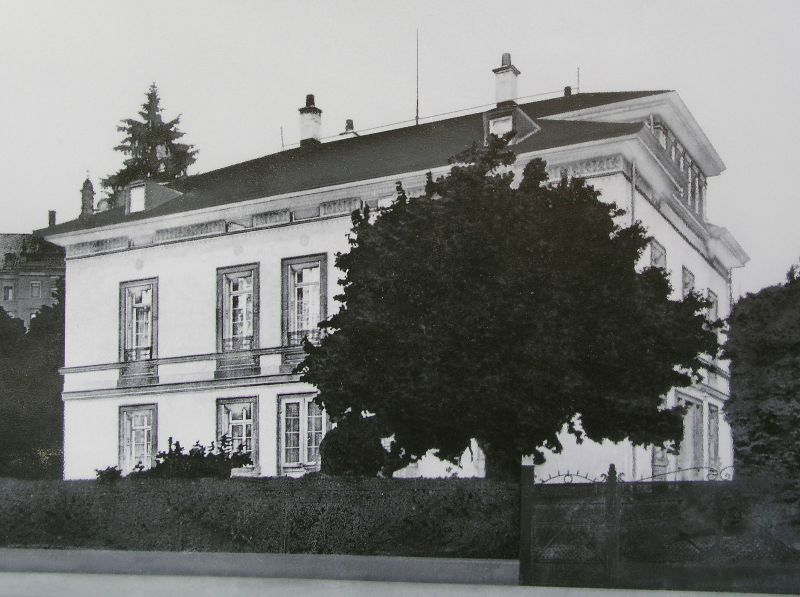
Villa Köstlin um 1900

Verheiratet mit der Sängerin und Liedkomponistin Josephine Lang entwickelte sich der Salon der „Villa Köstlin“ (Rümelinstraße 27), die Reinhold 1842/43 vor der Stadt im spätklassizistischen Stil hatte errichten lassen, rasch zu einem kulturellen Zentrum: Hier trafen sich zu Dichterlesungen und musikalischen Soireen Berthold Auerbach, Immanuel Faißt, Karl Gerok, Hermann Kurz, Karl Mayer, Gustav Schwab, Friedrich Silcher, Ludwig Uhland und Ottilie Wildermuth – 1852 kam Emanuel Geibel zu Besuch. Das Haus steht mit dem ehemaligen „Köstlinschen Garten“ unter Denkmalschutz und wurde seit 1881 von der Universitätsverwaltung genutzt. Nach einer grundlegenden Restaurierung wurde dort das Zentrum für Islamische Theologie der Universität Tübingen eingerichtet und am 16. Januar 2012 offiziell eröffnet.

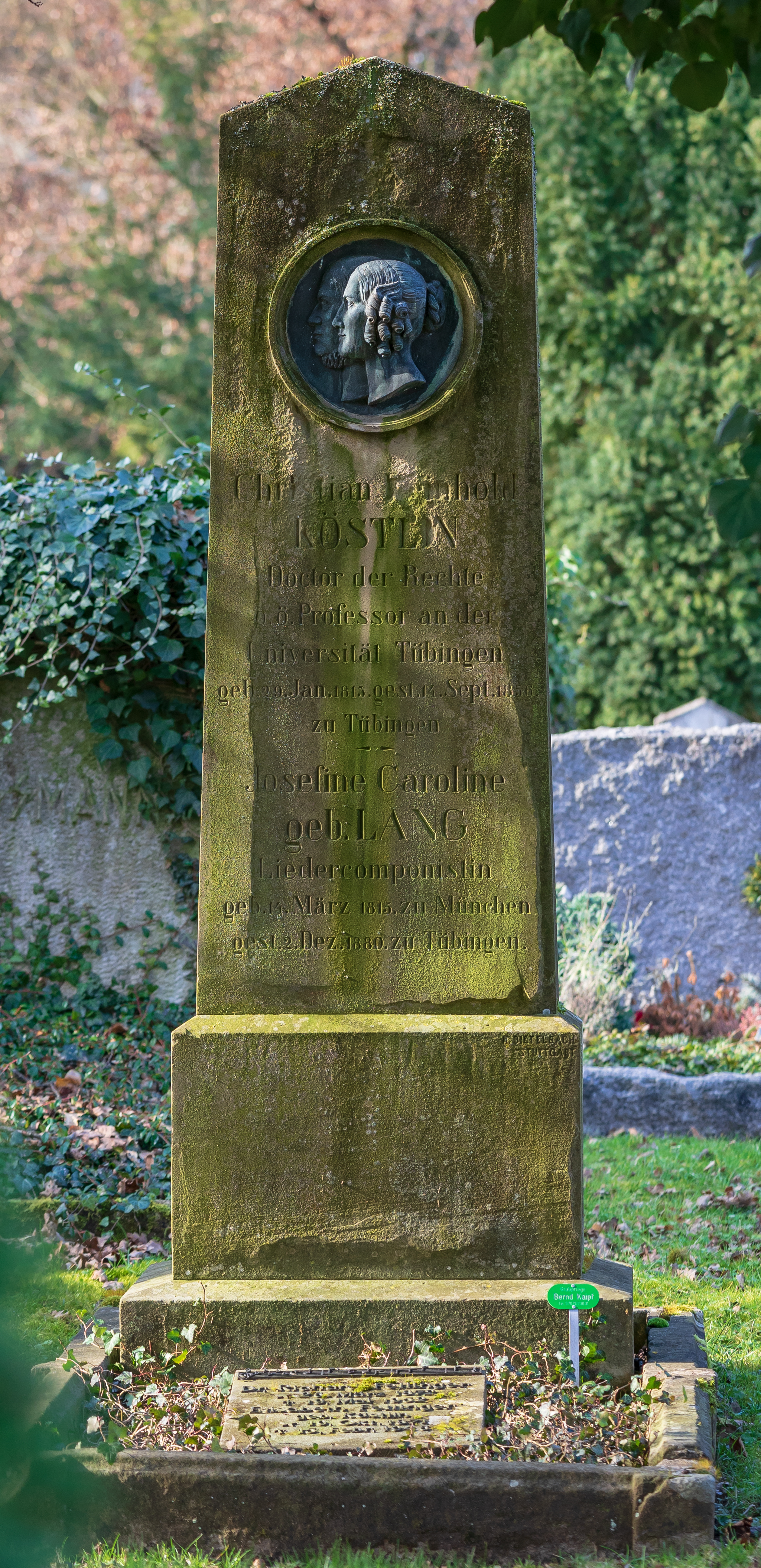
Köstlins Grab in Tübingen

In einem Nekrolog vom 5. Oktober 1856 im Schwäbischen Merkur sowie in der Zeitschrift „Kritische Überschau der deutschen Gesetzgebung und Rechtswissenschaft“, Band V., München, 1857, wurden Köstlins Verdienste um das Strafrecht durch Professor Friedrich Walther in besonderer Weise gewürdigt.

## Familie
Christian Reinhold Köstlin war verheiratet mit der Komponistin, Pianistin und Sängerin Josephine Caroline Lang (1815–1880). Ihre Eltern waren der Münchener Hornvirtuose und Violinist Theobald Lang (1783–1839) und die Kammersängerin Regina Hitzelberger (1786–1827). Mit Lang hatte Köstlin sechs Kinder, darunter den musisch begabten, aber früh verstorbenen Sohn Felix Köstlin (1842–1868), Patenkind des Komponisten Felix Mendelssohn Bartholdy, sowie den Theologieprofessor und Kirchenmusiker Heinrich Adolf Köstlin (1846–1907) und die Tochter Maria (1849–1925), die Richard Albert Fellinger (1848–1903) heiratete, Vorstand von Siemens & Halske in Wien. Ihr Bruder war Ferdinand Lang.

## Schriften (Auswahl)
- Die Lehre vom Mord und Totschlag, Stuttgart, 1838
- Wilhelm der Erste, König von Wirtemberg, und die Entwicklung der Wirtembergischen Verfassung vor und unter seiner Regierung, Stuttgart, 1839, 2. Aufl. 1841
- Die Perduellio unter den Römischen Königen. Tübingen 1841.
- Neue Revision der Grundbegriffe des Criminalrechts. Tübingen 1845.
- Der Wendepunkt des deutschen Strafverfahrens im neunzehnten Jahrhundert. Tübingen 1849.
- Das Geschwornengericht, für Nichtjuristen dargestellt. 1. u. 2. Auflage Tübingen 1849.
- Die Geschwornengerichte. Leipzig 1851.
- System des deutschen Strafrechts. Tübingen 1855, Band 1 (Nachdruck Aalen 1978)
- Abhandlungen aus dem Strafrecht. Hrsg.: Theodor Geßler. Tübingen 1858 (posthum; Nachdruck Aalen 1978, Goldbach 1995)
- Geschichte des deutschen Strafrechts im Umriß. Hrsg.: Theodor Geßler. Tübingen 1859 (posthum; Nachdruck Goldbach 1996)
- Die Geschichte von dem spanischen Baumeister und die Geschichte vom Leim und der Mariandl. Stuttgart 1837.
- Die Mathildenhöhle. Novelle nach einer wahren Begebenheit. Stuttgart 1839.
- Die Kinder der Fremde. Novelle. Bremen 1847.
- Real und Ideal. Novelle. Bremen 1847.
- Die Karfreitags-Christen. Novelle. Bremen 1848.
- Denkwürdigkeiten eines deutschen Hausknechts, wie er solche im Jahr des Heils 1848 selbst zu Flachsenfingen niederschrieb. Tübingen 1850.
- Auerswald und Lichnowsky, Ein Zeitbild, nach den Akten des Appellations-Gerichts zu Frankfurt a. M. mit Genehmigung dieses h. Gerichtshofs dargestellt von C. Reinhold Köstlin, Dr. und Prof. der Rechte. Verlag der H. Laupp’schen Buchhandlung, Tübingen 1853; Volltext (Wikisource).
- Gedichte, Stuttgart 1853